# ネバダ州アスレチック・コミッション
ネバダ州アスレチック・コミッション（Nevada State Athletic Commission、略称NSAC）は、アメリカ合衆国ネバダ州において、ボクシング・総合格闘技・キックボクシングなどの格闘技の競技を統括する組織。1941年設立。

## 概要
ネバダ州内で格闘技の興行を行う場合、興行主は興行の概要、選手の報酬にいたるまで、あらゆる情報を同コミッションに届け出て認可を受けなければ、興行を行うことはできない。レフェリー、ジャッジの資格についても厳正かつ公正な審査を行う。また、選手に対するドーピング検査を行い、違反があった場合ライセンス停止などの処分を科される。

## 沿革
1941年、設立。
2001年9月23日、総合格闘技を認可し、9月28日に行われたUFC 33が同州初の総合格闘技興行となった。
2014年2月、これまでは許可されていたテストステロン補充療法が禁止された。
2021年7月、これまでは陽性反応が検出された場合にドーピング違反として処分が科せられていた大麻について、今後は処分の対象にならないよう規定が改定された。
2023年11月、これまでは陽性反応が検出された場合にドーピング違反として処分が科せられていたデヒドロクロロメチルテストステロン（DHCMT、M3長期代謝物）、選択的アンドロゲン受容体修飾薬（SARM）、クロミフェン、GW1516、エピトレンボロン（トレンボロン代謝物）について、今後はしきい値（0.1ナノグラム/ミリリットル）が設定され、しきい値以下の検出では追加の調査が行われ基本的に出場停止や試合結果の変更などの処分が科せられないよう規定が緩和された。同様のしきい値は、既に米国アンチドーピング機関（USADA）で制定されており、UFCがこの基準に合わせるようネバダ州アスレチック・コミッションに5年以上にわたって働きかけを行っていた。